# Giles Scott
Giles Scott (Huntingdon, 23 giugno 1987) è un velista britannico.
Ha vinto due medaglie d'oro nella classe Finn alle Olimpiadi di Rio de Janeiro 2016 e alle Olimpiadi di Tokyo 2020. Gareggia anche nella America's Cup con la Ben Ainslie Racing.